# Amazon CloudFront
Amazon CloudFront è un servizio di content distribution offerto da Amazon Web Services. Questo servizio è offerto in modalità pay-as-you-go, ovvero, a differenza degli altri servizi CDN non sono previsti costi di setup, ma solamente tariffe legate alla quantità di dati trasferiti agli utenti.
Cloudfront è stato lanciato il 18 novembre 2008, in versione beta.
I dati, solitamente video o immagini, vengono replicati in location distribuite su più continenti; in Europa i server sono dislocati in Olanda, Germania, Irlanda, Finlandia, Inghilterra, Spagna, Francia, Italia, Svezia, Austria, Polonia, Svizzera.
I contenuti vengono serviti agli utenti finali dal server più vicino, ovvero il server che permette di avere performance di rete migliori.